# Collesalvetti
Collesalvetti ist eine italienische Gemeinde der Provinz Livorno in der Region Toskana mit 16.410 Einwohnern (Stand 31. Dezember 2023).

## Geografie
Collesalvetti liegt im hügeligen Hinterland der Stadt Livorno, südlich der Arnoebene. Die Gemeinde besteht aus mehreren dorfähnlichen Ansiedlungen, diese sind die Ortsteile Collesalvetti, Nugola, Vicarello, Guasticce, Castell’Anselmo, Stagno, Parrana San Giusto, Colognole und Parrana San Martino. Der größte Teil des Gemeindegebietes gehört zum Naturpark Parco delle colline livornesi (Park der Livornesischen Hügel).

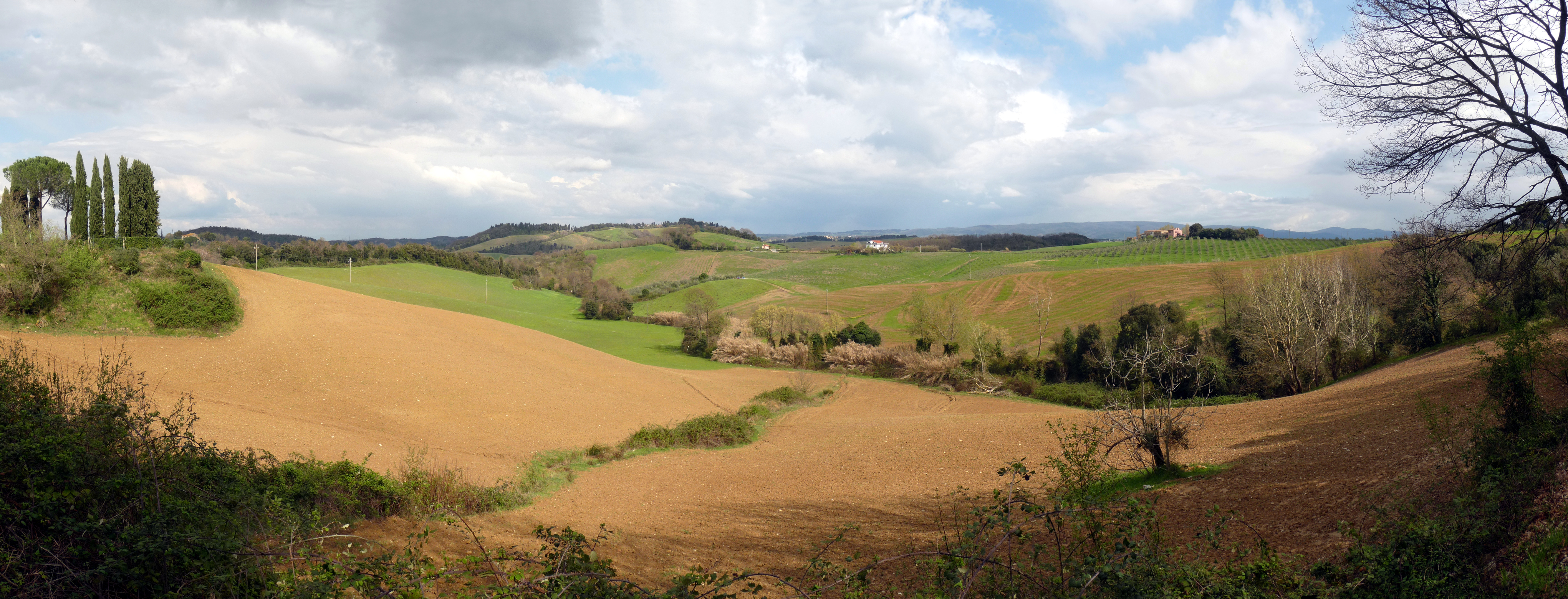
Landschaft bei Parrana San Martino

Die Gemeinde grenzt im Norden an Pisa (PI) und Cascina (PI), im Westen an Livorno, im Osten an Fauglia (PI), Crespina Lorenzana (PI) und Orciano Pisano (PI), und im Süden an Rosignano Marittimo.

## Geschichte
Collesalvetti und die meisten der zur Gemeinde gehörigen Dörfer sind etruskisch-römischen Ursprungs. Seit römischer Zeit hieß der Hauptort einfach Colle, der Zusatz Salvetti trat zuerst im 12. Jahrhundert auf; wahrscheinlich war es der Name eines Landbesitzers.
Die Geschichte des Ortes ist eng mit dem nah gelegenen Pisa verbunden. Auf dem Gebiet der Gemeinde (bei Piano di Porto) lag der Zugang zum alten Hafen von Pisa. Die progressive Versandung und Versumpfung im Mittelalter führten zur Aufgabe dieses Hafens und späteren Gründung von Livorno. 1343 wurde das Gemeindegebiet von den Truppen des Mailänder Herrschers Luchino Visconti zerstört. Im Jahre 1406 wurde es von Florenz eingenommen, und später als Jagdrevier genutzt. Die Medici begannen aber auch mit der Trockenlegung des Marschlandes.
1808 wurde Collesalvetti unter der Napoleonischen Herrschaft selbstständige Gemeinde. Bis ins 20. Jahrhundert war die Landwirtschaft einzige Einnahmequelle, und erst in der zweiten Hälfte des 20. Jahrhunderts entwickelte sich auch Industrie. Stagno ist Sitz einer Raffinerie des Unternehmens Agip. Bei Guasticce liegt ein großes Güterverkehrszentrum, der Interporto toscano A. Vespucci.

## Kultur und Sehenswürdigkeiten
- Die Villa Carmignani in Collesalvetti ist ein zu Beginn des 19. Jahrhunderts errichtetes Landgut. Sie dient heute kulturellen Veranstaltungen und Ausstellungen.
- Sala Spettacolo Collesalvetti – Ein im Jahre 1999 eröffnetes Theater für Schauspiel und Oper.
- Eremo della Sambuca – Die in einer reizvollen Landschaft gelegene Einsiedelei im Ortsteil Parrana wurde um 1238 erstmals erwähnt und später von Augustiner-Eremiten bewohnt.
- Der Aquädukt von Colognole (Acquedotto Leopoldino) wurde ab 1792 geplant und im 19. Jahrhundert von Pasquale Poccianti fertiggestellt. Er führt von den Livornesischen Hügeln über 20 km durch Wälder und Macchia bis nach Livorno.
- Chiesa di Colognole – Die Kirche besitzt eine wertvolle Barockorgel aus dem 17. Jahrhundert.
- Chiesa dei Santi Quirico e Giuditta – Pfarrkirche in Collesalvetti im klassizistischen Stil, errichtet 1842.
- Villa Romana di Torretta Vecchia – Die Villa aus der römischen Kaiserzeit im Ortsteil Castell’Anselmo wurde zu Beginn der 1990er Jahre entdeckt. Es handelt sich um eine Therme, die zu einem Rasthof an der Via Aemilia gehörte.

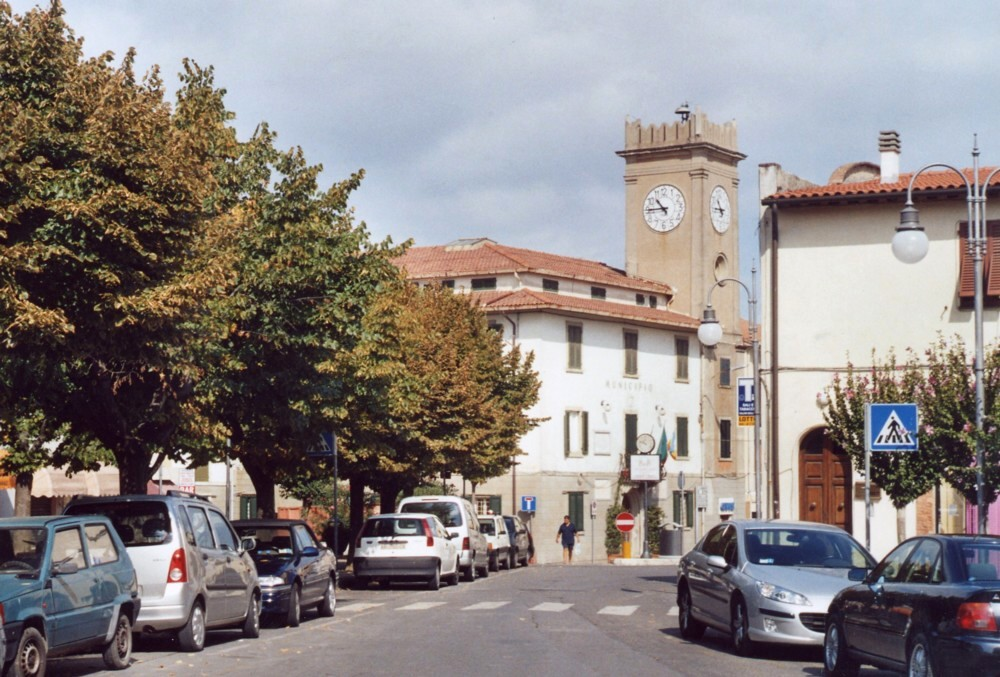
Collesalvetti
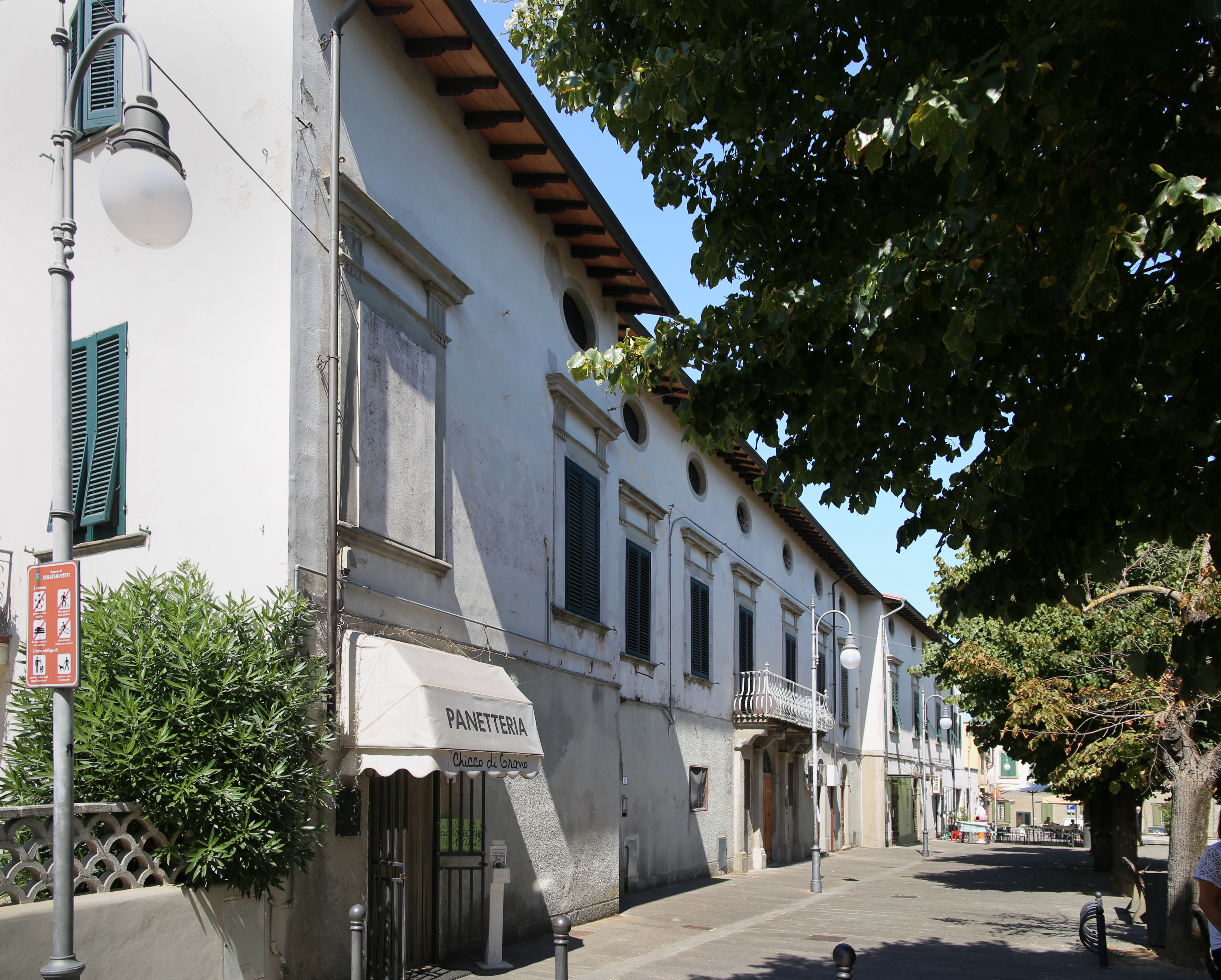
Villa Medicea in Collesalvetti
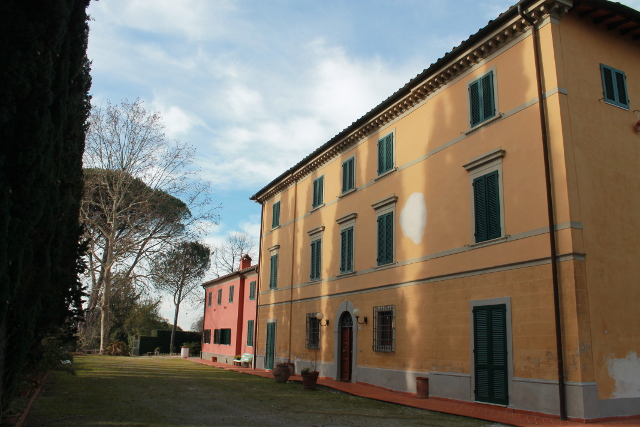
Die Villa Carmignani
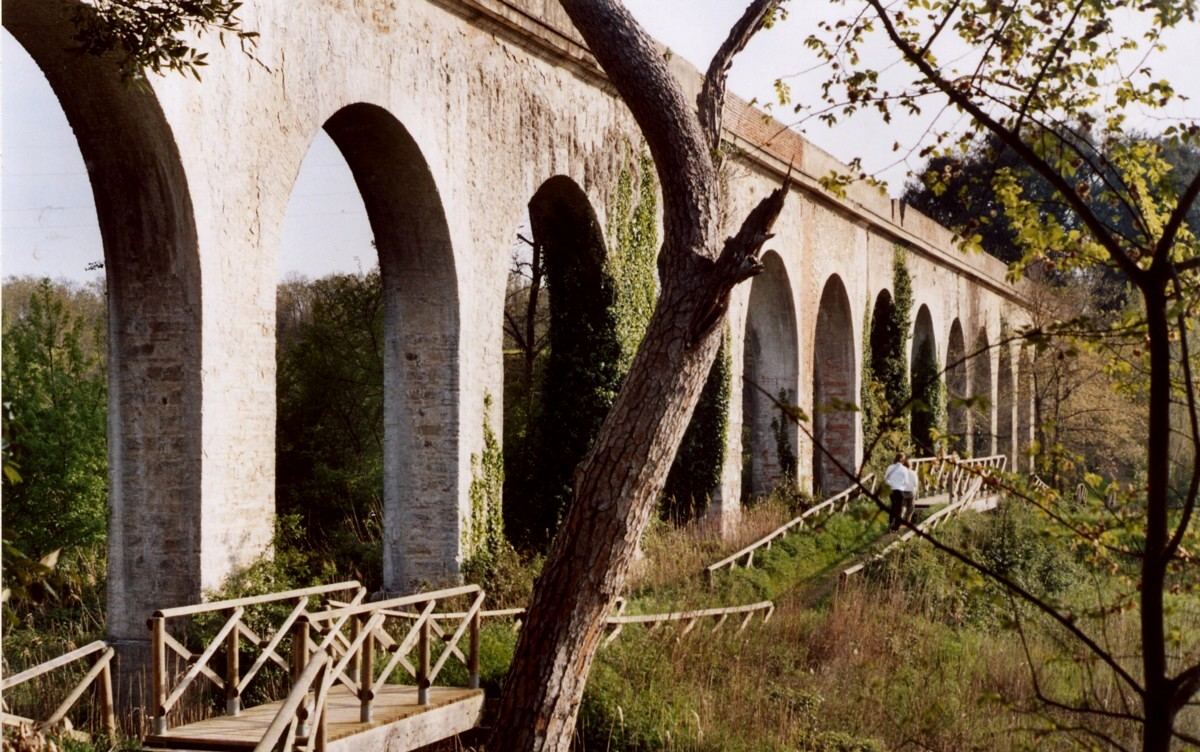
Acquedotto Leopoldino
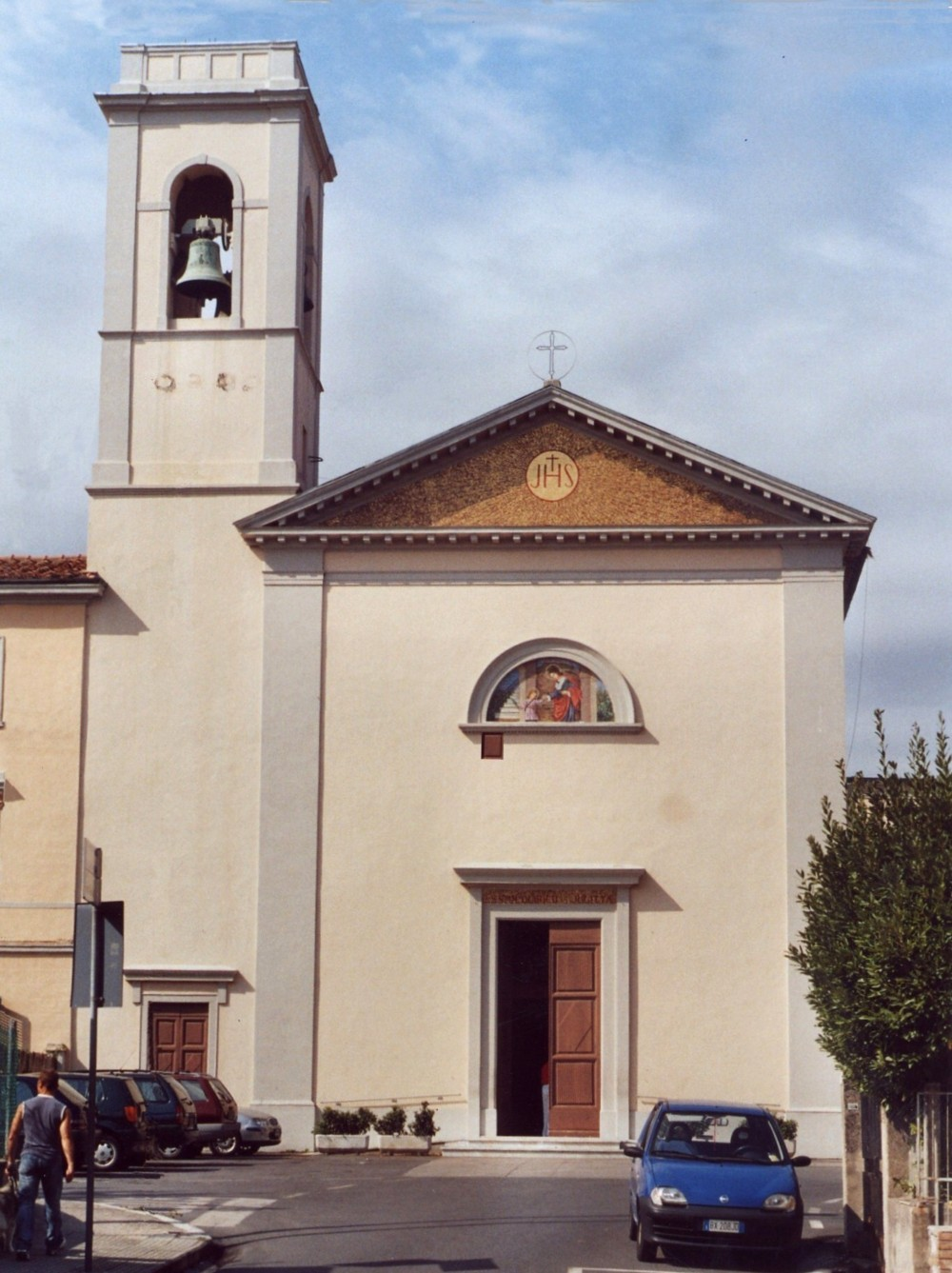
Pfarrkirche in Collesalvetti
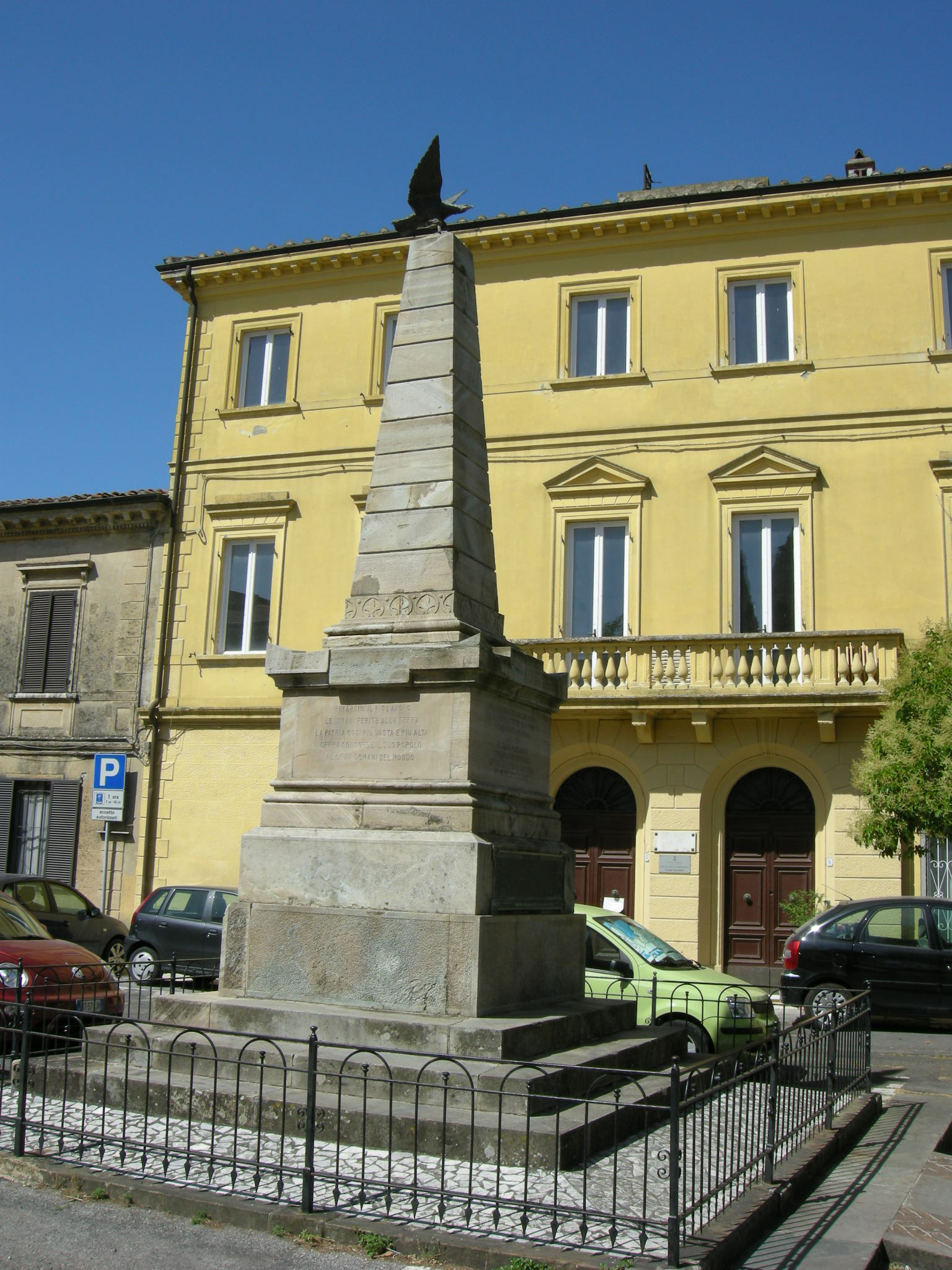
Monumento ai caduti, das Kriegerdenkmal

### Regelmäßige Veranstaltungen
- Karneval von Collesalvetti – Februar, März
- Sagra degli spaghetti in Collesalvetti – Juni
- Collejazz – Jazzfest (Juli – August)
- Sagra del pane e pomodoro in Guasticce – Juli
- Dorffest in Vicarello – Letzter Sonntag im Juli
- Dorffest in Guasticce – Dritter Dienstag im Oktober
- Sagra della pizza in Collesalvetti (August – September)
- Fiera Colligiana – Dorffest in Collesalvetti, erster Dienstag im September
- Dorffest in Torretta Vecchia – Dritter Donnerstag im September

## Städtepartnerschaften
Collesalvetti unterhält mit folgenden Städten Städtepartnerschaften:
- Garching an der Alz, Deutschland, seit 2004

## Söhne und Töchter der Gemeinde
- Pietro Fanfani (1815–1879), Philologe und Schriftsteller
- Ottorino Quaglierini (1915–1992), Ruderer
- Lisa Barsotti (* 1977 oder 1978), Physikerin